# Цзин Чжиюань
Цзин Чжиюа́нь (кит. упр. 靖志远, пиньинь Jìng Zhìyuǎn род. в дек. 1944 года, Сянъян, пров. Хубэй) — китайский генерал-полковник (25.09.2004), член Центрального военного совета (с 2004 года).
Член КПК, член ЦК КПК 16-17 созывов.
Корнями из пров. Шаньдун. По другому утверждению, родился в пров. Шаньдун, несовершеннолетним переехал в Сянъян пров. Хубэй.
В рядах НОАК с августа 1963 года.
Окончил Военную академию НОАК.
В 1999—2003 годах глава парткома, в 2003—2012 годах командующий Второй артиллерией НОАК.
Генерал-полковник (25.09.2004), генерал-лейтенант (июль 2000), генерал-майор (июль 1990), полковник (1988).